# پل لونچ
پل لونچ (انگلیسی: Pol Llonch؛ زادهٔ ۷ اکتبر ۱۹۹۲) بازیکن فوتبال اهل اسپانیا است.
از باشگاه‌هایی که در آن بازی کرده‌است می‌توان به باشگاه فوتبال ژیرونا، باشگاه فوتبال ویسوا کراکوف، و باشگاه فوتبال ویلم دوم اشاره کرد.